# Fachingen
Fachingen ist ein Ortsteil der Ortsgemeinde Birlenbach im Rhein-Lahn-Kreis in Rheinland-Pfalz.

## Geografie
Der Ortsteil liegt an der Lahn, einige Kilometer südwestlich von Diez.

## Geschichte
Überregionale Bekanntheit hat der Ortsteil durch die Heilwasserquelle Staatl. Fachingen erreicht. Diese wird seit 1742 genutzt und ist nach Angabe des Betreibers – gemessen an den Marktanteilen – die bedeutendste Heilwasserquelle Deutschlands.

## Verkehr

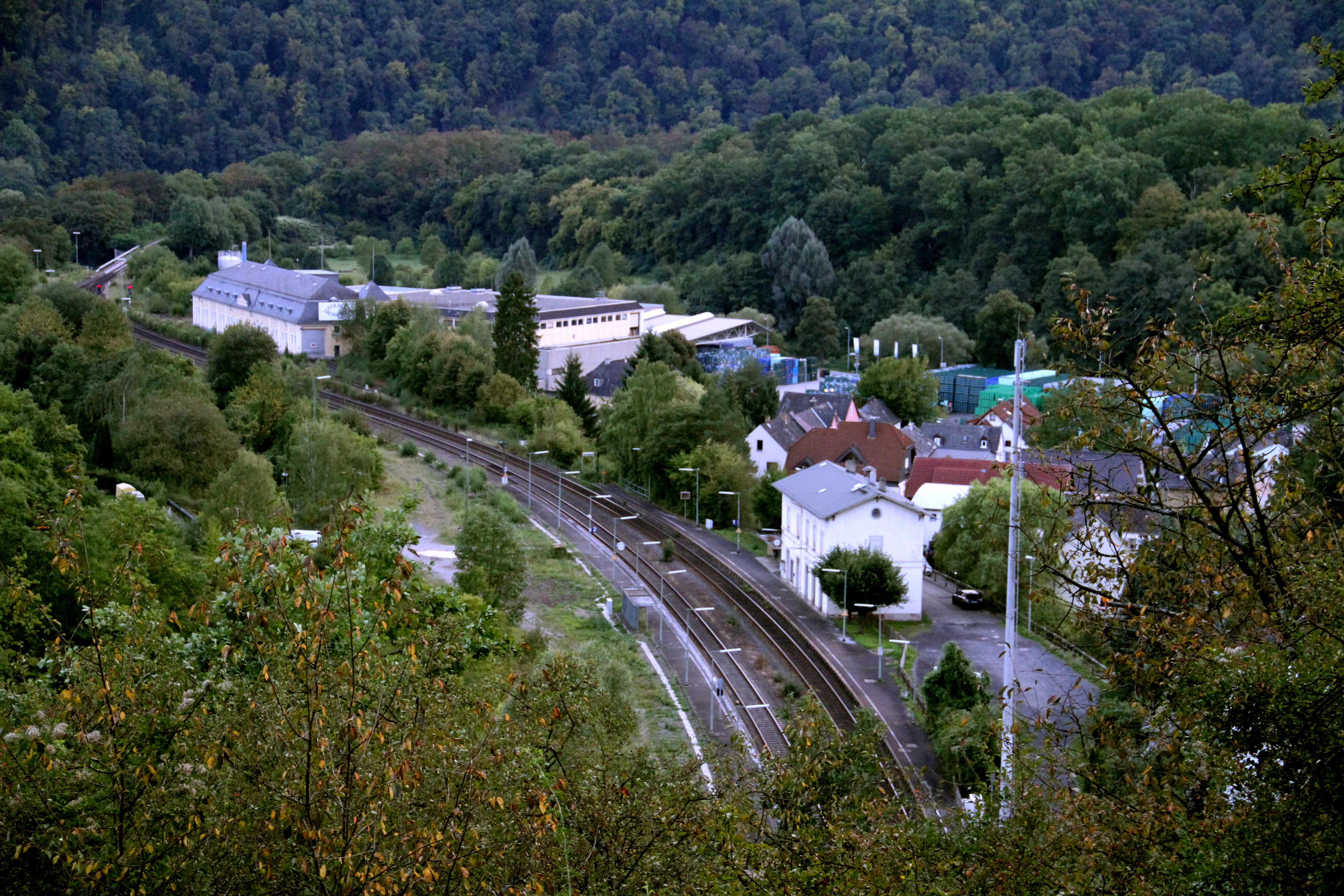
Bahnhof Fachingen (Lahn)

Fachingen verfügt über einen Bahnhof an der Lahn-Eifel-Bahn, hier verkehren die Züge der Linie RB 23 (Limburg–Diez–Fachingen–Bad Ems–Niederlahnstein–Koblenz Hbf–Koblenz Stadtmitte–Mendig–Mayen Ost) der DB Regio Mitte nach dem Rheinland-Pfalz-Takt täglich im Stundentakt.